# Інститут соціології Угорської академії наук
Інститут соціології Угорської академії наук засновано в 1963 р. Його організатором і першим директором з 1963 до 1968 рр. був  András Hegedüs, потім директорами були Kálmán Kulcsár (1968-1983), László Cseh-Szombathy (до 1988) и Csaba Makó (до 1990). 
У 1991 р. було організовано новий інститут під назвою Центр досліджень соціальних конфліктів на чолі з Палом Тамашем. 
12.12.1997 Пленум Угорської академії наук ухвалив рішення про злиття цих двох інститутів в єдину організацію Інститут соціології, директором якого став Пал Тамаш (до кінця 2010). 
З 1 січня 2011 р. директором є проф. Імре Ковач.
Основні напрями досліджень Інституту визначились через злиття профілів двох попередніх установ. Це дослідження в галузі: політичних і соціальних проблем суспільства; образу життя, життєвих стратегій, плюралізму культур; соціальної структури суспільства, бідності та меншин; культури та культурних зв’язків; організації громадянського суспільства; змін суспільної свідомості; міжкультурних порівняльних економічних досліджень; економіки, організації та соціології праці; просторової структури суспільства; економічних, політичних і культурних факторів розвитку регіонів; системи суспільного виробництва та розподілу знань (наука, інновації, технології, комунікації), розвитку інформаційного суспільства; соціальної політики; проблем старіння; екологічної соціології, екологічної політики та охорони здоров’я; вивчення соціальних рухів та ін. 
В останні роки в роботі інституту особливе значення має участь у крупних міжнародних проектах. Велику увагу приділяється проблемам управління ризиками та збереження оточуючого середовища, а також проблемам технології й економіки знань, дослідження культури.
До складу Інституту входять наступні дослідницькі відділи: 
Департамент досліджень соціальної нерівності, який розробляє такі теми, як соціальна та соціально-економічна нерівність та бідність, нерівність різних соціальних груп за віком, статтю, соціальним класом і етнічним походженням. Ведуться також дослідження проблем сім’ї, зміни сімейних ролей, міграції. Вивчаються можливості реалізації принципу рівності та  недискримінації. Проводяться як фундаментальні дослідження, так і прикладні, що сприяють ухваленню рішень у галузі соціальної політики, освіти, сім’ї та зайнятості. Співробітники беруть  участь у численних міжнародних порівняльних дослідницьких проектах.
Департамент досліджень знань, цінностей і культури. Його напрями досліджень: інформація, суспільство знань, інформаційно-комунікаційні технології, оцінка ризиків, некомерційні організації, політичні культури, технології та  економіки знань, цінності, культура та медіа-дослідження. 
Департамент досліджень інтеграції та соціальних змін. Напрями його досліджень: влада та соціальне розшарування, органи місцевого самоврядування та місцеві відносини, стійке споживання, управління й глобальне потепління, оточуюче середовище та регіональний розвиток, політика в галузі розвитку, соціальні наслідки політики розвитку ЄС, нова система перерозподілу, містобудівна політика, міський та сільський розвиток, міські та сільські соціальні зміни, нерівність у сфері праці тощо.
Департамент теоретичних і методологічних досліджень вивчає теорії й  методи соціологічних досліджень, що застосовуються у світі та в практиці угорських соціологів з метою продовжити традиції угорських соціальних досліджень новими чи обновленими дослідницькими інструментами, а також – зробити більше доступними досягнення угорської соціології. Для стилю роботи відділу характерним є  критичний і самокритичний підхід, а дослідження ведуться не тільки про соціальні групи, але й разом із ними та для них. 
Основні завдання Інституту в цілому є двоякими: с одного боку, це - проведення «класичних» соціологічних досліджень, включаючи  дослідження теоретичних і методологічних питань, а с другого - вивчення динаміки змін в угорському суспільстві для вироблення способів вирішення соціальних проблем і конфліктів. Тобто, Інститут, з однієї сторони, виконує емпіричні й міждисциплінарні соціальні дослідження, а з іншої - дослідження, орієнтовані на політику. Залучення до міжнародної співпраці є одним з пріоритетних напрямів діяльності Інституту.